# Władysław Hirszel
Władysław Hirszel (także Władysław Hirschel; ur. 10 kwietnia 1831 w Kaliszu, zm. 13 grudnia 1889 w Warszawie) – polski architekt, autor licznych realizacji na Mazowszu.

## Życiorys
Był synem Anastazego Stanisława Hirszla i Emilii z domu Enoch. Ukończył w Warszawie Gimnazjum Realne a w 1852 na Wydziale Architektury Szkoły Sztuk Pięknych uzyskał patent budowniczego. 
Jako aplikant budownictwa Komisji Rządowej Spraw Wewnętrznych, pod kierunkiem Henryka Marconiego, ukończył budowę domu Lesserów przy ul. Rymarskiej 12, a od 1862 pracował samodzielnie. W 1863 uzyskał dyplom budowniczego kl. III. 
Został pochowany na cmentarzu Powązkowskim w Warszawie (kw. 158-2-22).

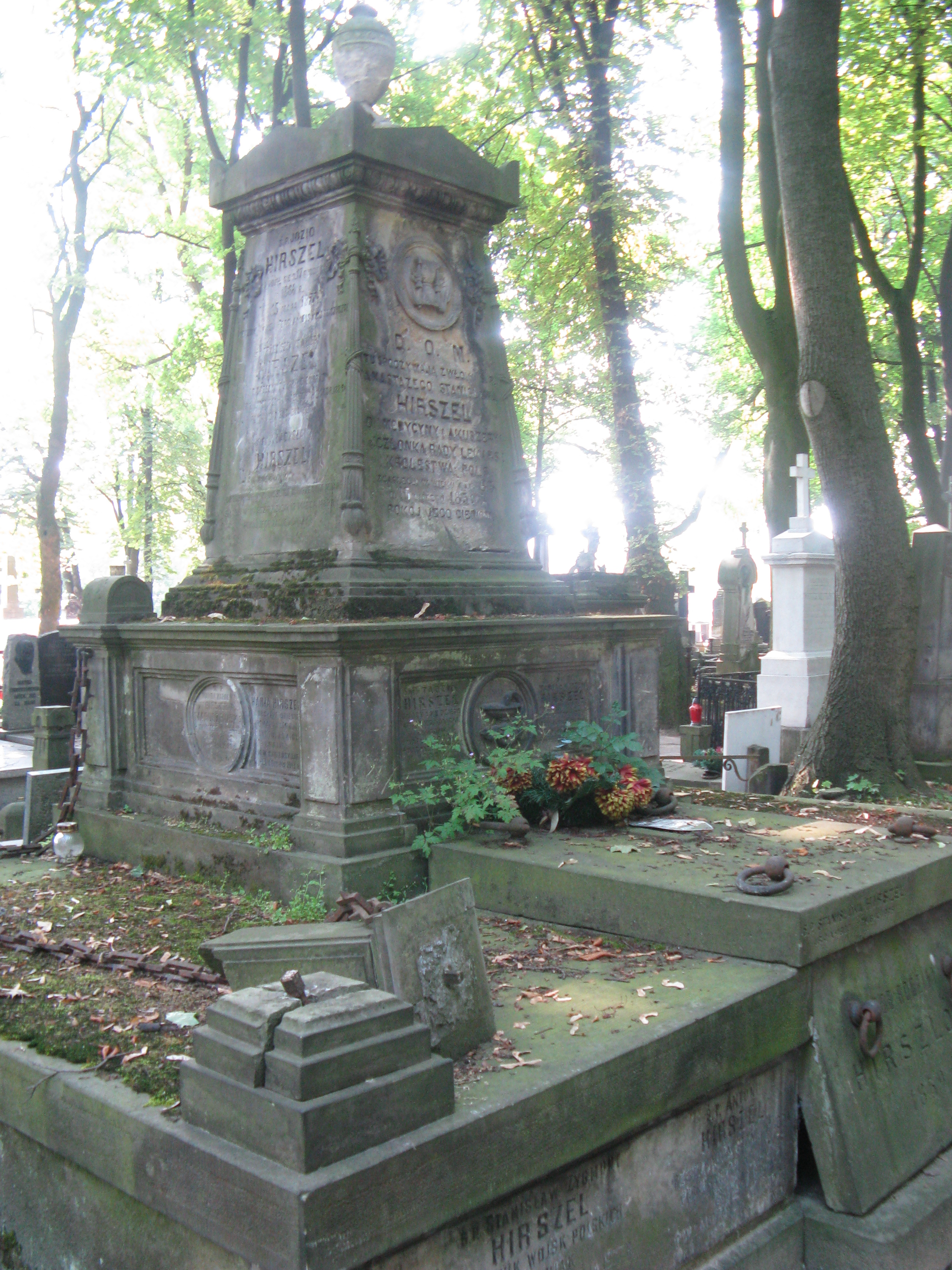
Grób Władysława Hirszla na cmentarzu Powązkowskim

## Projekty
Zaprojektował lub przebudował m.in.
- Zakład dla Paralityków im. Sobańskich przy ul. Nowowiejskiej 32 w Warszawie
- gmach Gimnazjum im. C. Zyberk-Plater przy ul. Pięknej 24 w Warszawie
- dom Stowarzyszenia św. Wincentego a Paulo przy ul. Ordynackiej 4 w Warszawie
- kościół św. Jana Chrzciciela w Lesznie[3]
- domy przy ulicy Książęcej 4 oraz ulicy Karmelickiej 15 i 25 w Warszawie
- kościół św. Marii Magdaleny w Tuchowiczu
- przebudowa hotelu Angielskiego przy ul. Wierzbowej 6 w Warszawie
- przebudowa pałacu Sobańskich w Guzowie
- kierownictwo budowy Instytutu Dzieci Moralnie Zaniedbanych na Mokotowie
- projekt konkursowy (wraz z E. Falkowskim i L. Eplerem) ratusza dla Warszawy

## Publikacje
Przewodnik dla mularzy, czyli Krótki zbiór najcelniejszych wiadomości do nauki mularstwa należących: podług najnowszych źródeł, z zastosowaniem się do potrzeb miejscowych, Warszawa 1873. Przedsiębiorstwo wydawnicze Gebethner i Wolff.